# Catasetum lehmannii
Catasetum lehmannii är en orkidéart som beskrevs av Eduard August von Regel. Catasetum lehmannii ingår i släktet Catasetum och familjen orkidéer.
Artens utbredningsområde är Colombia. Inga underarter finns listade i Catalogue of Life.